# 北京三味书屋
三味书屋是位于北京市西城区复兴门内大街上的一家书店。该书店号称北京市第一家民营书店。

## 历史
三味书屋创办于1988年。该书店号称北京第一家民营书店。该书店是北京市最早实行开架售书的书店之一，也是最早开展作家签售、小型音乐会、中外民间文化交流的书店。
该书店现位于复兴门内大街和佟麟阁路交汇的路口东南角，为一座北京旧式小楼。其东南侧为马连良故居，隔复兴门内大街与民族文化宫相对。
许多文化名人都曾为该书店题词。张中行题“琴生修得伴书香”，姚雪垠题“书林清风”，吴祖光题“文传百代，品重千秋”，刘再复题“山高海阔，独尊书痴”。